# پارک ملی شوماوا
پارک ملی شوماوا (به لاتین: Šumava National Park) یک پارک ملی و منطقه حفاظت‌شده در جمهوری چک است که در شهرستان کلاتووی واقع شده‌است.